# التقرير الخاص حول تغير المناخ والأرض
التقرير الخاص حول تغير المناخ والأرض هو دراسة تاريخية بدأت عام 2019 على يد 107 من الخبراء والعلماء المتخصصين من 52 دولة، صدر التقرير الخاص عن الهيئة الحكومية الدولية المعنية بتغير المناخ، وناقش أموراً تتعلق بتغير المناخ، والتصحر، وتدهور الأراضي الزراعية، والإدارة المستدامة للأراضي الزراعية، والأمن الغذائي، وانبعاثات الغازات الدفيئة المتسببة في الاحتباس الحراري في النظم البيئية الأرضية. قدّم التقرير الخاص حول تغير المناخ والأرض للهيئة الحكومية الدولية المعنية بتغير المناخ في المرة الأولى نظرة عامة شاملة بشأن نظام الأرض والمناخ بأكمله، وقررت الهيئة بعد ذلك إدراج الأرض باعتبارها موردًا حاسمًا.
وافقت للهيئة الحكومية الدولية المعنية بتغير المناخ في دورتها الخمسين على التقرير، واعتمدت رسميًا ملخص التقرير الخاص حول تغير المناخ والأرض، وقدمته لصانعي السياسات. تلى ذلك صدور تقرير الملصق الاستراتيجي والنص الكامل للتقرير الخاص حول تغير المناخ والأراضي في شكل غير مُحرر في 8 أغسطس 2019.
جاء التقرير الخاص حول تغير المناخ والأرض فيما يزيد عن 1300 صفحة وتضمن عمل نحو 107 من الخبراء والعلماء المتخصصين من 52 دولة من أنحاء العالم. ولقد أعلنت الهيئة الحكومية الدولية المعنية بتغير المناخ عبر حسابها على موقع التواصل الاجتماعي تويتر إطلاق التقرير تحت شعارت تقول بأن الأرض هي المكان الذي نعيش فيه، وأن الأرض تحت ضغط بشري متزايد، والأرض جزء من الحل، لكن الأرض لا يمكنها أن تفعل كل شيء.
يُعد التقرير الخاص حول تغير المناخ والأرض هو التقرير الثاني من بين ثلاثة تقارير خاصة تناقش خلال دورة تقرير التقييم السادسة الحالية، والتي بدأت في عام 2015 وستنتهي في عام 2022. كان التقرير الأول هو التقرير الخاص حول الاحتباش الحراري العالمي عند 1.5 درجة مئوية، أما التقرير الثالث هو التقرير الخاص حول المحيطات والغلاف الجليدي في مناخ متغير، والذي صدر في 25 سبتمبر 2019. تعتبر دورة تقييم التقرير واحدة من أكثر دورات الهيئة الحكومية الدولية المعنية بتغير طموحًا منذ تشكيل اللجنة في عام 1988.